# Qiu Jin
Qiū Jǐn (秋瑾) (8 de noviembre de 1875, Minhou, Fujian - 15 de julio de 1907, Shānyīn, Zhejiang), nombre de cortesía: Xuánqīng (璿卿) y Jìngxióng (競雄), apodo: La caballero del lago del espejo (鑑湖女俠 Jiànhú Nǚxiá), fue una feminista y escritora china, revolucionaria contra el imperio Qing. Fue ejecutada después de un alzamiento fallido. Hoy en día, en China es considerada una heroína.

## Biografía
Nacida en Minhou (Provincia de Fujian), Qiu creció en la villa de Shānyīn (subprefectura de Shaoxing, Provincia de Zhejiang). Una vez casada, Qiu entró en contacto con las nuevas ideologías del momento. En 1904 decidió viajar y estudiar en Japón, dejando atrás a sus dos hijos. Se hizo famosa por su ideología de izquierda y por vestir ropa masculina occidental. Se unió a las tríadas, que entonces luchaban por el derrocamiento de la dinastía Qing y un gobierno basado en la soberanía popular. Se unió también a las asociaciones Guangfuhui (Sociedad por la Restauración), lideradas por Cài Yuánpéi, y a Tongmenghui (Alianza Revolucionaria China) establecida en Tokio, liderada por Sun Yat-sen. Volvió a China en 1905.
Fue una oradora elocuente, destacando sus discursos por los derechos de las mujeres, tales como la libertad de casarse, educación y la abolición de la costumbre del vendado de pies. En 1906 fundó en Shanghái un periódico feminista radical con otra poetisa, Xu Zihua. En 1907 fue nombrada directora de la escuela Datong en Shaoxing, oficialmente una escuela para maestras de deportes, pero en realidad una base de entrenamiento para revolucionarios.
En julio de 1907, a raíz de un alzamiento fracasado encabezado por su primo Xu Xilin, Qiu fue arrestada en la escuela. Después de ser torturada sin revelar ningún secreto, fue ejecutada públicamente pocos días después en Shānyīn, a los 31 años.

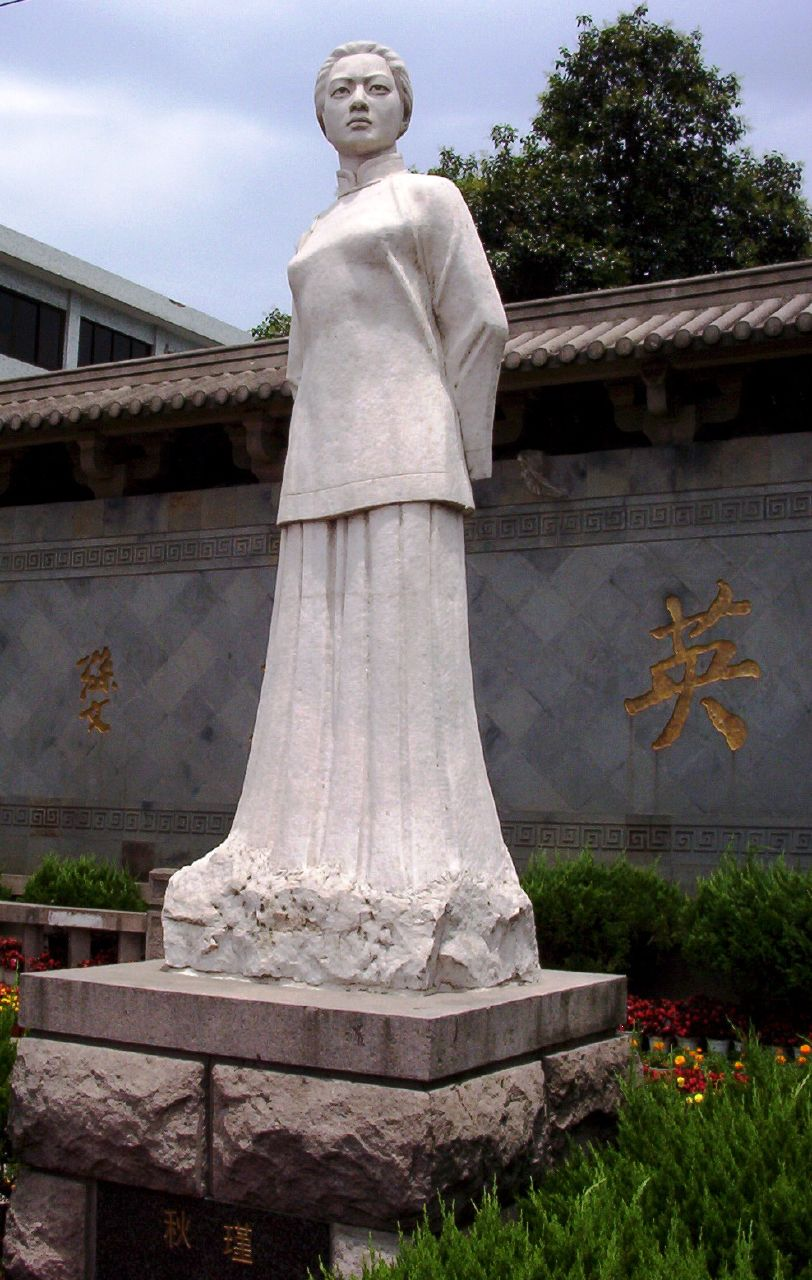
Estatua en Shaoxing.

Qiu quedó inmortalizada en la literatura y el imaginario colectivo de la República de China después de su muerte. En la actualidad está sepultada en Xī Hú (Lago del oeste) (Hangzhou). La República Popular China estableció un museo dedicado a ella en Shaoxing.

## Obra literaria
A pesar de ser reconocida internacionalmente como feminista y revolucionaria, no se debe hacer de menos la calidad de su literatura, principalmente ensayos y poesía. Alcanzada su educación en literatura clásica china, refleja en sus escritos la poesía más tradicional ("shi" y "ci"). Qiu compuso versos con un gran abanico de metáforas y alusiones, mezclando mitología clásica con retórica revolucionaria.
Por ejemplo, en el poema cuyo título Ayscough traduce como "Seleccionando rimas con en Shih Ching desde la tierra raíz del Sol" (147):

秋瑾〈日人石井君索和即用原韻〉

漫雲女子不英雄，萬裡乘風獨向東。

詩思一帆海空闊，夢魂三島月玲瓏。

銅駝已陷悲回首，汗馬終慚未有功。

如許傷心家國恨，那堪客裡度春風。
No me digas que las mujeres

no están hechas de la madera de los héroes,

yo toda sola cabalgué sobre vientos

a la Mar del Este durante 300.000 millas.

Mis pensamientos poéticos entonces se extendieron,

como una vela entre el océano y el cielo.

Soñé tus tres islas,

todas gemas, todas resplandecientes con la luz de la luna.

Me entristezco al pensar en los camellos de bronce,

guardianes de la China, perdidos en espinas.

Avergonzada, no he hecho nada;

ninguna victoria a mi nombre.

Sólo hice sudar a mi caballo de guerra.

Contraída porque mi patria

me hace daño en el corazón. Así que dime;

¿como puedo aprovechar mis días aquí?

¿una invitada disfrutando las brisas de primavera?
Traducción del inglés, de la versión de Zachary Jean Chartkoff

Los editores Sun Chang y Saussy (642) explican algunas de las metáforas:
- 4ª línea: "Tus islas" (en el original "sandao", "las tres islas") se refiere a Honshū, Shikoku y Kyushu, omitiendo Hokkaidō. Es una manera antigua de denominar el Japón.
- 6ª línea: los "camellos de bronce" son los guardianes simbólicos en la entrada del palacio imperial. Su condición refleja el estado de salud de la dinastía reinando, pero en el simbolismo de Qiu, reflejan el estado de salud de China.